# Dome Theatre (Montréal)
Pour les articles homonymes, voir Dome Theatre.
Le Dome Theatre est un édifice situé au centre-ville au 2000, rue Atwater, au centre-ville Montréal, à Québec, à Canada. Il fait partie de Collège Dawson.
Le programme de théâtre professionnel de Dawson a grandement contribué à l'affirmation et à la reconnaissance internationale de ses artistes, metteurs en scène et personnel de soutien anglophone. À Montréal, le Théâtre Dôme est un lieu de formation avancée en arts de la scène. Ses élèves et ses professeurs de théâtre ont grandement enrichi la vie culturelle à Montréal.
Le département de théâtre du Collège Dawson propose un programme de théâtre de trois ans. Les productions en studio sont jouées au Dome Theatre par des étudiants en 2e année du programme théâtral du Collège Dawson. Les productions majeures sont exécutées par des étudiants en troisième et dernière année du programme.

## Histoire

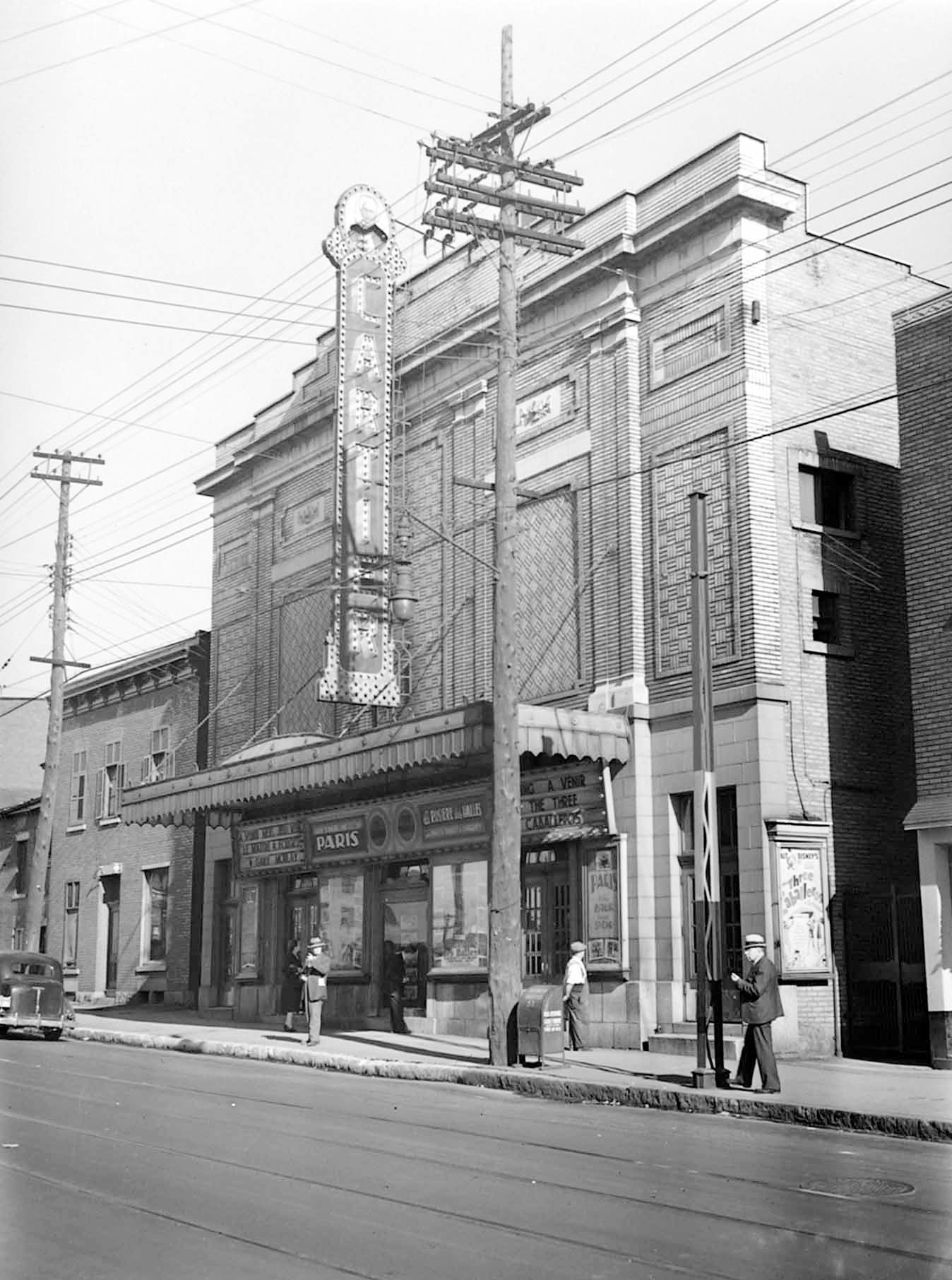
Ancien cinéma Cartier
rue Notre-Dame Ouest

Le théâtre Vendôme était sis au 3990, rue Notre-Dame Ouest, à Montréal, jusqu'en 1974, année où il a été acquis par le Collège Dawson comme établissement de location. Ensuite, ce théâtre a été rebaptisé "Dome Theatre". Ce théâtre du centre-ville est devenu le site physique principal du programme de théâtre professionnel du Collège Dawson et les productions du programme théâtral du collège y ont été présentées jusqu'en 2007.
En 2000, la première étude de faisabilité pour la phase V du projet d'extension du théâtre Dawson a été lancée par le directeur général Patrick Woodsworth et Pierre Beaulieu, directeur des installations et des installations. La conception initiale de la proposition prévoyait 183 sièges.
Après six ans d'étude du projet, le gouvernement du Québec a annoncé à la mi-novembre 2006, un investissement de 8,5 millions de dollars pour la construction d'un nouveau théâtre et l'agrandissement d'un atrium. La nouvelle construction adjacente au Collège Dawson a été achevée à l'été 2007. Le projet de construction total, qui totalisait environ 10,5 millions de dollars, a été subventionné dans le cadre d'une entente Québec-Canada soutenant les minorités linguistiques. Conçu dans un style élisabéthain, le nouveau théâtre compte 190 places et l'atrium 350 places.
À la mi-novembre, lors de l'annonce de l'octroi gouvernemental, le Premier ministre Jean Charest a déclaré: "Ce théâtre est l'avenir du Collège Dawson pour faire ressortir les meilleurs talents du Québec."

## Formation en théâtre
Offre générale de formation en théâtre à Montréal
À Montréal, les principaux établissements universitaires offrant une formation professionnelle en théâtre anglais sont: Université Concordia, Université McGill, École nationale de théâtre du Canada, Collège John Abbott et Collège Dawson.
Ces établissements d'enseignement en théâtre anglais à Montréal offrent notamment:
- un calendrier détaillé des prochains événements théâtraux à Montréal;
- documentation sur les programmes de formation professionnelle en théâtre offerts par les établissements d'enseignement de Montréal;
- documentation sur les activités de formation pour adultes et enfants, ainsi que les programmes de théâtre d'été;
- obtenir des billets pour des représentations théâtrales;
- des références utiles aux organisations et syndicats professionnels des arts, aux conseils des arts, aux organisations de services, etc.;
- annonces sur les avis d'audience de théâtre, les appels d'offres et les postes administratifs;
- concours de reconnaissance des arts du spectacle[1].

Formation théâtrale spécifique au Collège Dawson
Ce programme de formation de trois ans du Collège Dawson pour devenir un acteur professionnel couvre une variété de techniques d'acteur. Le programme comprend notamment une formation à l'histoire du théâtre, en référence aux textes classiques et contemporains. Il comprend également des cours en studio sur le théâtre, l'improvisation, les techniques vocales, les mouvements d'acteurs, la danse, le combat sur scène et les jeux de caméra. Cette formation apporte le développement des compétences des étudiants grâce à des performances dans les studios et sur la scène du nouveau théâtre Dawson.
Les pièces jouées par les étudiants et dirigées par les professeurs du département de théâtre du Collège Dawson sont présentées au public au Dome Theatre.
Le programme de formation pour devenir un acteur professionnel comprend la préparation des diplômés au monde du travail des artistes professionnels. Ils comprennent notamment la définition de leur offre de services aux artistes, leur autopromotion en ligne (ex: photos, enregistrement vocal ou démonstration artistique), la préparation de concours ou auditions artistiques comme les auditions générales pour la Fédération d'art dramatique du Québec. Le programme comprend également des informations sur les agents d'artistes et leurs critères de sélection; sur l'industrie du cinéma et de la production théâtrale à Montréal et Québec.
En général, les étudiants et les diplômés de ce programme de théâtre ont une variété de possibilités de carrière, y compris le travail avec des organisations professionnelles embauchant des artistes dans le théâtre, la télévision, le cinéma, la radio et aujourd'hui sur les plateformes numériques.